# 小池竹蔵
小池 竹蔵（こいけ たけぞう）は、日本の男性声優。主にアダルトゲームに声をあてている。

## 出演
太字はメインキャラクター。

### 成人向けゲーム
2001年
- 復讐〜凌辱の刃〜（加護秋太郎）

2004年
- SHUFFLE!（緑葉樹）
- くれいどるそんぐ 〜昨日に奏でる明日の唄〜（魔術書）
- IZUMO2（八岐猛）
- そらうた（冴木真矢）
- あの空の向こう側（横山幸紀）
- 巫女舞 〜ただ一つの願い〜（楠木葉造）
- Soul Link（相澤涼太）

2005年
- School Days（田中一郎、花山院恭一）
- 咎狗の血（猛）
- Tick! Tack!（緑葉樹）
- 群青の空を越えて（萩野社）
- TwinWay（高田僚）
- 夜刀姫斬鬼行（久々津鬼灯）

2006年
- あると（大場康則）
- もしも明日が晴れならば（東直之）
- なみだ橋をわたって（大河原幸大）
- Really? Really!（緑葉樹）
- Summer Days（田中一郎）
- IZUMO2学園狂想曲（八岐猛）

2007年
- ね〜PON?×らいPON!（相澤涼太 / 主人公2）
- 明日の君と逢うために（夕霧直輝）

2008年
- 暁の護衛（錦織侑祈）
- 俺たちに翼はない〜Prelude〜（森里和馬）
- 春色桜瀬（白鳥太一）
- さくらんぼシュトラッセ（かりんパパ）
- 明日の七海と逢うために（夕霧直輝）
- 暁の護衛〜プリンシパルたちの休日〜（錦織侑祈）
- Maple Colors 2（東堂和輝）

2009年
- 俺たちに翼はない（森里和馬）
- Stellar☆Theater（与那原慧）
- ハチミツ乙女blossomdays（伊賀野為五郎）
- SHUFFLE! Essence+（緑葉樹）

2010年
- Cross Days（花山院恭一）
- 夏に奏でる僕らの詩（佐竹大翔）
- 暁の護衛〜罪深き終末論〜（錦織侑祈）
- Soul Link ULTIMATE（相澤涼太）
- Tiny Dungeon〜BLACK and WHITE〜（サン=ミリオ）
- 俺たちに翼はない AfterStory（森里和馬）
- Orange Memories（長江遊次郎）
- 初恋サクラメント（夜咲 / 山下）

2011年
- PrimaryStep（加賀慎次郎）
- Stellar☆Theater encore（与那原彗）
- 未来ノスタルジア（加勢冬弥）
- シキガミ（紀長谷雄）
- Tiny Dungeon〜BIRTH for YOURS〜（サン=ミリオ）

2012年
- はつゆきさくら（室屋透）
- 氷華の舞う空に（水瀬和晴）
- SHINY DAYS（花山院恭一）
- 暁の護衛 トリニティ（錦織侑祈）

2013年
- カルマルカ*サークル（成海大吾）
- Stellar☆Theater Portable（与那原彗）
- ハピメア（根津哲也）
- レミニセンス（ユウキ）
- 恋×恋=∞ 〜恋する乙女にできること〜（十条寺英彰）

2014年
- 暁の護衛トリニティコンプリートエディション（錦織侑祈）
- ハピメア Fragmentation Dream（根津哲也）
- ALIA's CARNIVAL!（御手洗武士）

2015年
- クロノクロック（石田秀二）
- IZUMO4（久世大地）
  - IZUMO4 -異世界の彼方より-（久世大地）
- ALIA's CARNIVAL! Flowering Sky（御手洗武士）[1]

2016年
- ALIA's CARNIVAL! Wパッケージ（御手洗武士）[2]
- タユタマ2 -you're the only one-（月島長介）
- アマツツミ（浅川光一）
- シンソウノイズ〜受信探偵の事件簿〜（高永俊太）

2017年
- あなたに恋する恋愛ルセット（梶浦洸）
- 弓張月の導き雲はるか（ゼノス）

2022年
- 血染めの檻（国分寺柊）

### コンシューマーゲーム
- ALIA's CARNIVAL! サクラメント（御手洗武士）[3]

### 成人向けOVA
- 恋図（れんず） 〜ふたりの距離〜（2000年、潮田トオル）
- Septem Charm まじかるカナン（2000年 - 2003年、ナツキ）
- G-taste（痴漢）
- DISCIPLINE（2003年、早見拓郎）
- 姉、ちゃんとしようよっ!（2005年、柊空也）※第1巻のみ
- 300円のおつきあい Anime Edition（2016年、お兄ちゃん）
- 妻が温泉でサークル仲間の肉便器になったのですが… ANIME EDITION（2017年、弘くん〈遠藤弘幸〉）

### ドラマCD
1999年
- Septem Charm まじかるカナン ドラマCD（柊ナツキ）

2005年
- 姉、ちゃんとしようよっ!2（柊空也）

2006年
- Tick! Tack! CDドラマ トラブル・ハプニング・ピクニック!（緑葉樹）
- もしも明日が晴れならば（東直之）

2007年
- 明日の君と逢うために Vol.1「晴れ、ときどき幸せ」（夕霧直輝）
- Really? Really! オリジナルドラマCD 秋色のCherry Blossom（緑葉樹）
- Really? Really! オリジナルドラマCD2 冬のHappy End（緑葉樹）

2008年
- 明日の君と逢うために Vol.3「未来へ吹く風」（夕霧直輝）

2009年
- 明日の君と逢うために Vol.5、6（夕霧直輝）

2015年
- 危ないトライアングル+修羅場エスケープ1+職場の彼と先輩（倉金真）

2017年
- Attribute〜大学教授から教わったこと〜（小柳伊織）
- 猫のいる生活〜オレ様クロネコ・ツキミの場合〜（ツキミ）

### オーディオドラマ
- オーディオドラマ あの空の向こう側（2005年、横山幸紀[4]）